# Heiny Srour
Heiny Srour (Beirut, 23 de março de 1945) é uma directora de cinema libanesa. Obteve o reconhecimento pelo seu trabalho principalmente por ser a primeira cineasta feminina árabe a ter um filme, Saat El Tahrir Dakkat, ou The Hour of Liberation Has Arrived, exibido no prestigioso Festival Internacional de Cinema de Cannes. Srour achava que a sociedade árabe oprimia as mulheres e mantinha-as num papel subordinado, o que lhes impedia de ter oportunidades para criar arte. A directora lutou pelos direitos das mulheres através dos seus filmes, dos seus escritos e financiando outros cineastas.

## Carreira
Nascida em 1945 em Beirut, a capital libanesa, Srour estudou sociologia na Universidade Americana de Beirut e obteve um doutoramento em antropologia social em Sorbona. O seu primeiro filme, Bread of Our Mountains (1968), perdeu-se durante a guerra civil libanesa.
Em 1974, a sua longa-metragem The Hour of Liberation Has Arrived, sobre um levantamento em Omán, foi seleccionada para competir no Festival de Cinema de Cannes, convertendo Srour na primeira mulher árabe a ter um filme seleccionado para este prestigioso evento. Acredita-se, aliás, que o seu documentário The Hour of Liberation Has Arrived foi, na realidade, o primeiro filme de qualquer cineasta feminina que se projectou no festival..
Srour expressou a sua opinião sobre a posição das mulheres na sociedade árabe e, em 1978, juntamente com a directora tunisina Salma Baccar e a historiadora do cinema árabe Magda Wassef, anunciou um novo fundo de assistência "para incentivar a expressão das mulheres no cinema".

## Filmografia

### Curtas-metragens e documentários
- The Singing Sheikh (1991, 10', vídeo)
- The Eyes of the Heart (1998, 52', vídeo)
- Women of Vietname (1998, 52', vídeo)
- Woman Global Strike 2000 (2000, vídeo)

### Longas-metragens
- The Hour of Liberation Has Arrived (1974, 62',16mm)[8]
- Leila and the Wolves  (1984, 90', 16mm)[1][9]